# Vivir para morir (maxisingle)
Vivir para morir es un maxisencillo del grupo musical Aviador Dro, esta vez bajo la denominación Aviador Dro 4000, editado en octubre del año 1991 por el sello "La Fábrica Magnética", bajo la referencia 
913FM35. Se publicó también en formato sencillo promocional (Ref. 91PFM35A) 
conteniendo el citado tema y el tema "Patrullando".

Se trata del único sencillo que se extrajo del álbum Trance.
Tanto los temas del maxisingle como del sencillo mencionados fueron grabados en los 
estudios Reactor y producidos por la propia banda y Moncho Campa.
Es destacable la inclusión de su antiguo éxito de 1982  Selector de frecuencias, como una de las dos canciones de la cara B en una versión actualizada e instrumental.

## Lista de canciones
| Título                                    | Autor                         |
| ----------------------------------------- | ----------------------------- |
| Vivir para morir                          | Servando Carballar            |
| Selector de frecuencias 91 (Instrumental) | Servando Carballar            |
| Hypercarga                                | Servando Carballar, Mario Gil |